# Archboldomys luzonensis
Archboldomys luzonensis је врста глодара из породице мишева (Muridae).

## Распрострањење
Врста има станиште на Филипинима.

## Станиште
Станишта врсте су шуме и морски екосистеми. 

## Угроженост
Ова врста се сматра рањивом у погледу угрожености врсте од изумирања.